# Gaspar de Queralt i de Perellós
Gaspar de Queralt i de Perellós (fl. 1407-1420) va ser baró de Santa Coloma, fill de Pere de Queralt i de Pinós i Clemença de Perellós. Gaspar va firmar capítols matrimonials amb Caterina, filla del cavaller Sanç Rodríguez de Liori. No obstant això, el 1420 consta que està casat amb una filla de Guerau de Cervelló.
En un testament dictat des de Barcelona, Clemença de Perellós escull Gaspar com a hereu principal (1407). Un any abans després, just abans de morir, Pere de Queralt li fa donació de la baronia de Queralt (1408). Malgrat aquestes disposicions, l'usdefruit de la baronia va recaure en Clemença de Perellós almenys fins al 1418.
Segons Manuel Mariano Ribera, el 1409 es trobava al servei del rei Martí a Sicília. Aquest any, concretament el 8 de novembre, arriben les relíquies de Santa Coloma a Santa Coloma de Queralt. Altres fets destacats a la Vila durant el senyoriu de Gaspar són la fundació de l’hospital dels Jueus (1410-1415), la visita del Papa d'Avinyó Benet XIII a la Vila (1410), i l'encàrrec a Coralí de Moraia per tal que fes les vidrieres de l'església parroquial.
El 8 de març de 1420 atorga un perdó general a tots els habitants de Santa Coloma. Possiblement, mor abans del 14 de maig del mateix any, quan en compliment d'una clàusula testamentària, el seu germà Baltasar rep 4.000 florins. Segons Josep Ramon, Guerau de Queralt i de Perellós el va succeir, aquell mateix any, com a titular de la baronia de Santa Coloma. Durant uns breus mesos de traspàs, aquesta responsabilitat va recaure en l'esmentat Baltasar.